# NGC 176
NGC 176 est un  amas ouvert du Petit Nuage de Magellan situé dans la constellation du Toucan. L'astronome britannique John Herschel a découvert cet amas en 1834.

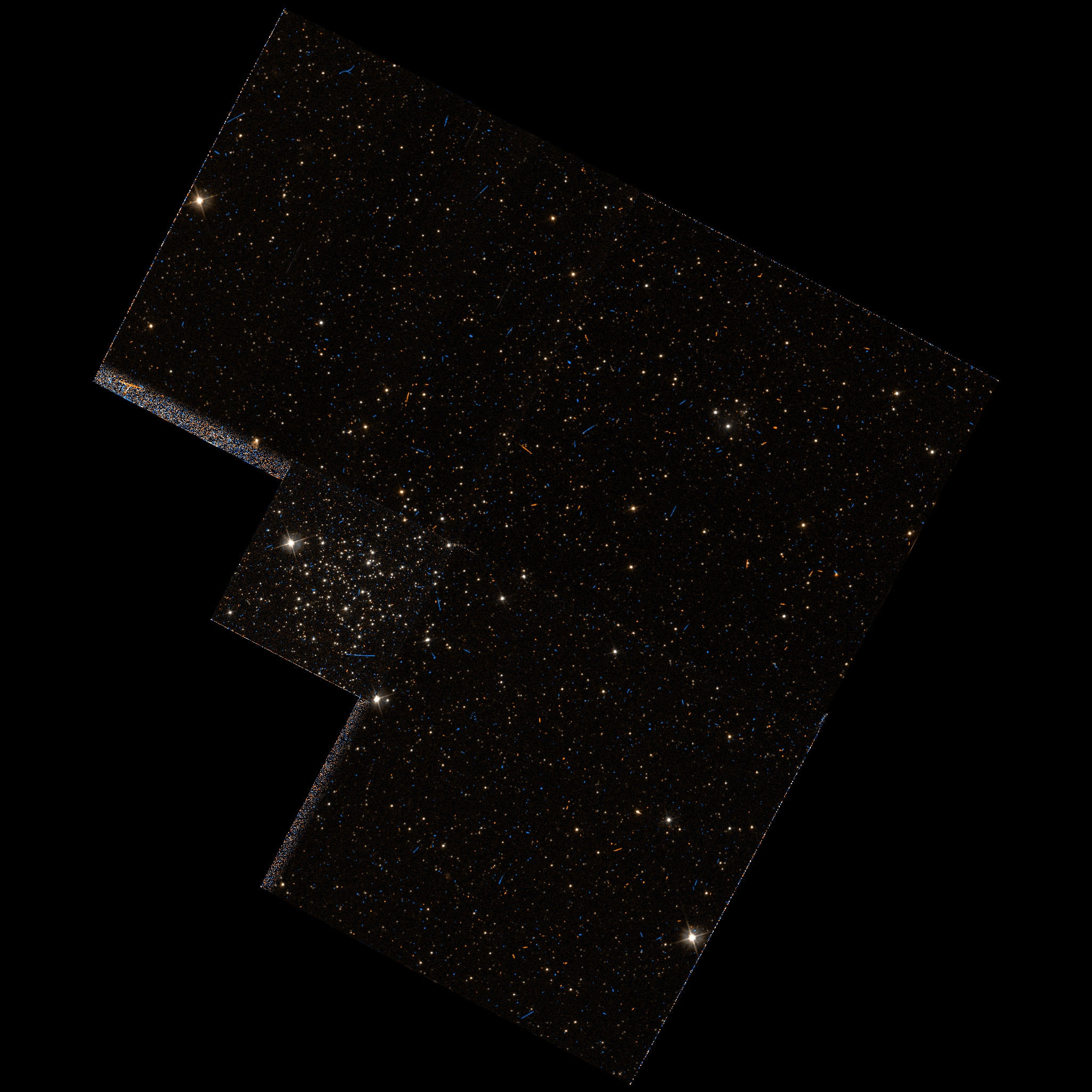
NGC 176 par le télescope Hubble.